# Menzlingen

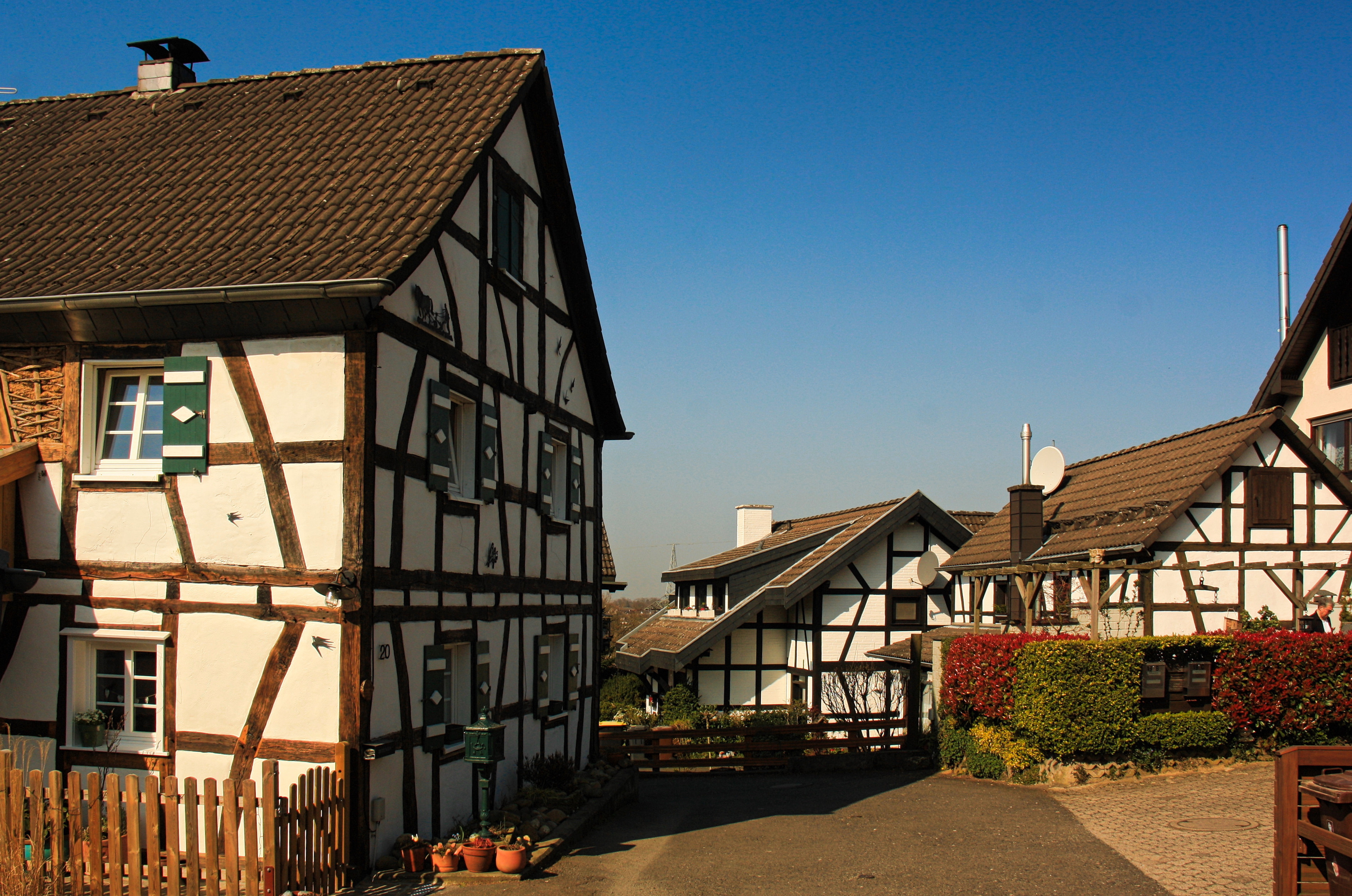

Menzlingen ist ein Ortsteil der Stadt Rösrath im Kreis Rhein-Berg bei Köln. 

## Lage und Beschreibung
Der Ortsteil, der im Wesentlichen aus der gleichnamigen Straße und dem Menzlinger Weg besteht, liegt westlich von Oberschönrath und dem Naturschutzgebiet Kupfersiefer Bachtal, nördlich von Rambrücken und südlich bzw. östlich von Rösrath zwischen Sülz und Kupfersiefer Bach. Nordwärts führt der Menzlinger Weg direkt nach Lüghausen, im Süden gibt es eine Anbindung an die Sülztalstraße, die Rösrath-Zentrum und Rambrücken miteinander verbindet. 

## Wissenswertes
Menzlingen ist eine der ältesten Siedlungen der Gemeinde Rösrath und gilt als „geradezu klassisches Beispiel“ für eine dorfmäßig abgeschlossene Siedlungsweise, denn wie „in einem kleinen mittelalterlichen Städtchen kleben dort heute noch – wie schon zur Zeit des 30-jährigen Krieges – die Häuser dicht an dicht.“ Zur Zeit der Bergischen Kurfürsten war Menzlingen noch eine eigene Gemeinde und bis 1850 gehörte sie zum Kirchenbezirk Altenrath.
In dem Ortsteil befindet sich ein Alten- und Pflegeheim, das Mitte der 1970er Jahre in einem früheren Wohngebäude in Betrieb genommen wurde.